# 트리샤 조른
트리샤 조른(Trischa Zorn, 1964년 6월 1일 ~ )은 미국의 패럴림픽 수영 선수이다. 태어날 때부터 시각 장애인이었던 그녀는 패럴림픽 수영(S12, SB12, SM12 부문)에 참가했다. 그녀는 패럴림픽 역사상 가장 성공적인 선수로, 55개의 메달(금메달 41개, 은메달 9개, 동메달 5개)을 획득했으며, 2012년 패럴림픽 명예의 전당에 헌액되었다. 그녀는 애틀랜타에서 열린 1996년 하계 패럴림픽에서 선수 대표로 패럴림픽 선서를 했다.

## 약력
네브래스카 대학교에서 특수 교육을 공부했으며, 인디애나 대학교-퍼듀 대학교 인디애나폴리스에서 학교 행정 및 관리를 공부했으며 인디애나 대학교 로버트 H. 매키니 법학대학원에서 법학을 공부했다.
1980년, 1984년, 1988년, 1992년, 1996년, 2000년, 2004년 패럴림픽에 참가해 총 55개의 메달(금메달 41개, 은메달 9개, 동메달 5개)을 획득했다.
2005년 1월 1일, 조른은 뉴욕 타임스퀘어에서 열린 새해 축하 행사에서 영예를 안은 8명의 선수 중 한 명이었다. 나머지 7명은 오스트레일리아의 이언 소프, 루마니아의 나디아 코마네치, 라이베리아의 조지 웨아, 카메룬의 프랑수아즈 음방고, 중국의 가오민, 도미니카 공화국의 펠릭스 산체스, 미국의 바트 코너였다. 여덟 명의 선수들은 "새해를 알리는 카운트다운 축제의 중앙 무대"에 섰다.  2012년에는 국제 패럴림픽 명예의 전당에 헌액되었다.
선수에서 은퇴한 후 제대군인부에서  법률 전문가로 일하고 있으며, 인디애나주 인디애나폴리스 근처에 거주하고 있다.

## 패럴림픽 메달
1980년 하계 패럴림픽부터 1988년 하계 패럴림픽까지 계영 경기를 제외한 메달은 국제 패럴림픽 위원회(IPC) 기준 46개(금 32, 은 9, 동 5)이다. 미국 계영팀은 이 세 번의 패럴림픽에서 조른이 참가 가능한 경기에서 금메달 5개와 은메달 1개를 획득했다. 이 메달을 모두 포함하더라도 IPC를 비롯한 여러 웹사이트에서 보도된 조른의 메달 수 55개(금메달 41개)와는 차이가 있다.
| 패럴림픽        | 개인        | 개인 | 개인 | 단체 | 단체 | 단체 | 합계 | 합계 | 합계 |   |
| --------------- | ----------- | ---- | ---- | ---- | ---- | ---- | ---- | ---- | ---- | - |
| 패럴림픽        | 1980 아른험 | 5    | 0    | 0    | 2    | 0    | 0    | 7    | 0    | 0 |
| 1984 뉴욕       | 5           | 0    | 0    | 1    | 1    | 0    | 6    | 1    | 0    |   |
| 1988 서울       | 10          | 0    | 0    | 2    | 0    | 0    | 12   | 0    | 0    |   |
| 1992 바르셀로나 | 8           | 2    | 0    | 2    | 0    | 0    | 10   | 2    | 0    |   |
| 1996 애틀랜타   | 2           | 2    | 2    | 0    | 1    | 1    | 2    | 3    | 3    |   |
| 2000 시드니     | 0           | 4    | 1    | 0    | 0    | 0    | 0    | 4    | 1    |   |
| 2004 아테네     | 0           | 0    | 1    | 0    | 0    | 0    | 0    | 0    | 1    |   |
| 합계            | 30          | 8    | 4    | 7    | 2    | 1    | 37   | 10   | 5    |   |